# Hypena occatus
Hypena occatus är en fjärilsart som beskrevs av Moore 1882. Hypena occatus ingår i släktet Hypena och familjen nattflyn. Inga underarter finns listade i Catalogue of Life.